# Bielorrusia en el Festival de la Canción de Eurovisión 2010
Bielorrusia participó en el Festival de la Canción de Eurovisión 2010. Esto fue confirmado por el mismo presidente bielorruso, que, en rueda de prensa, habló de la decepción con los malos resultados, y de que el equipo de Eurovisión en 2009 sería reemplazado para conseguir mejores resultados en 2010.